# Чјерње Поље
Чјерње Поље (слч. Čierne Pole) насељено је мјесто са административним статусом сеоске општине (слч. obec) у округу Михаловце, у Кошичком крају, Словачка Република.

## Становништво
| Година:    | 1994. | 2004.   | 2014.   | 2024.   |
| ---------- | ----- | ------- | ------- | ------- |
| Број људи: | 300   | 307     | 282     | 307     |
| Разлика:   |       | +2,33 % | -8,14 % | +8,86 % |

| Година:    | 2023. | 2024.   |
| ---------- | ----- | ------- |
| Број људи: | 324   | 307     |
| Разлика:   |       | -5,24 % |

Према подацима о броју становника из 2011. године насеље је имало 302 становника.